# 베르나르디노 스파다
베르나르디노 스파다(이탈리아어: Bernardino Spada, 1594년 4월 21일 - 1661년 11월 10일)는 이탈리아의 로마 가톨릭교회 추기경이자 로마의 스파다궁 안에 상당량의 예술품을 소장한 예술의 후원자이다.

## 일대기
베르나르디노는 현재의 라벤나현(로마냐)에 있는 브리시겔라 태생이다.
그의 아버지는 부자 상인 파올로 스파다(고대 귀족인 스파다 가문과는 아무런 관계도 없음)이며, 어린 시절에 아버지로부터 성직자가 될 것을 종용받았다. 베르나르디노는 볼로냐와 페루자, 로마에서 법학을 공부하여 박사학위를 받았다. 그는 1617년에 교황청에 근무하게 되었다. 1623년 그는 다미에타의 명의 대주교로 서임되기 위한 준비로 프랑스 궁정에 교황대사로 파견되었다. 1627년까지 교황대사를 역임한 그는 볼로냐의 교황특사가 되었다. 1626년 1월 19일, 그는 교황 우르바노 8세에 의해 추기경으로 서임되었다. 1630-1631년, 볼로냐에 전염병이 돌았을 때, 그는 환자들을 위해 건강 보험 제도를 조직하여 도왔다.
1631년에 다시 로마로 돌아온 그는 교황청 내 여러 영향력 있는 자리를 차지하였다. 1632년에 그는 오늘날 스파다궁이라 불리는 건물을 사들였다. 그리고 프란체스코 보로미니에게 자신을 위해 바로크 양식으로 건물을 개축해 달라고 요청하였으며, 날로 늘어가는 자신의 수집품들을 이곳에 보관하게 하였다.
교황령과 파르마 공국 간에 카스트로 전쟁이 발발하자, 그는 형제 비질리오 스파다와 함께 1644년에 평화 교섭자를 역임하였다.
베르나르디노 스파다는 알바노 교구장, 프라스카티 교구장, 사비나 교구장, 팔레스트리나 교구장을 차례대로 맡았다.
그는 1661년에 로마에서 선종하였으며 가족들의 무덤이 있는 산 지롤라모 델라 카리타 성당에 시신이 안장되었다.
한편, 베르나르디노는 자기 가문 사람들이 교회의 요직을 맡도록 전폭적으로 지원하였다. 조카 잔 바티스타 스파다는 1654년에 추기경이 되었으며 조카 아들 파브리치오 스파다는 1675년에 추기경이 되었고 1691년에는 국무성성 장관이 되었다.